# 汪春兰
汪春兰（1949年—），安徽怀宁人，汉族，中华人民共和国政治人物、第十一届全国人民代表大会安徽地区代表。
毕业于安徽医学院医疗专业。加入民进。担任安徽医科大学第一附属医院整形外科主任医师。2008年起担任全国人大代表。